# James Findlay (homme politique britanno-colombien)
Pour les articles homonymes, voir James Findlay et Findlay.
James Findlay (5 octobre 1854-19 octobre 1924) est un homme politique canadien de la Colombie-Britannique. Il est maire de Vancouver en 1912.

## Biographie
Né à Montréal dans le Canada-Est, Findlay s'installe à Vancouver en juin 1887.
Il déloge le maire sortant Louis Denison Taylor (en) par 1 314 votes en 1912. Il ne se représente pas pour un second mandat.